# Roland Burris

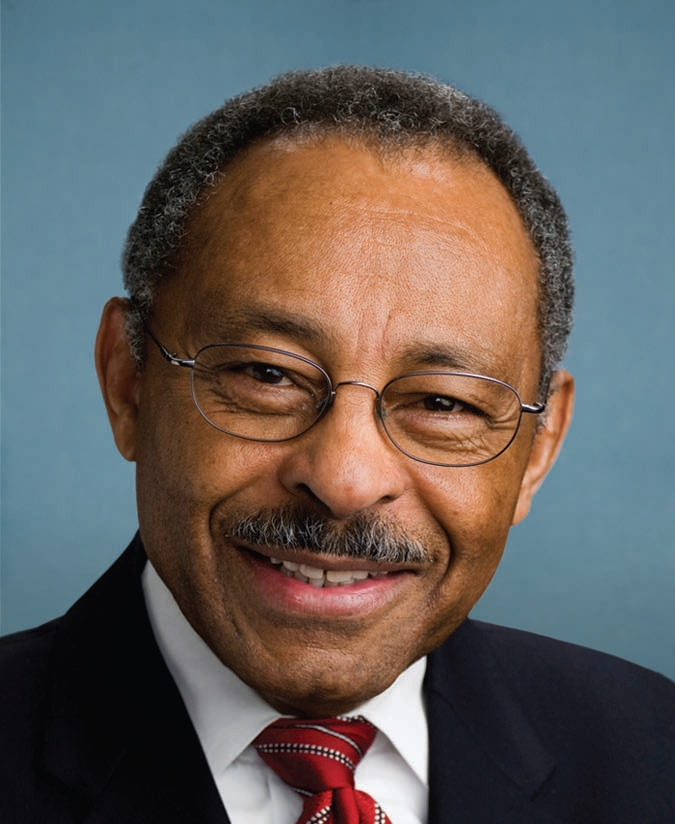
Roland Burris

Roland Wallace Burris (* 3. August 1937 in Centralia, Illinois) ist ein US-amerikanischer Jurist und Politiker (Demokratische Partei). Er war von Januar 2009 bis November 2010 US-Senator für den Bundesstaat Illinois. Wie sein Vorgänger Barack Obama war auch er das zu seiner Zeit einzige afroamerikanische Mitglied des Senats.

## Leben
Burris studierte bis 1959 Politologie an der Southern Illinois University in Carbondale und wechselte anschließend an die Howard University in Washington, D.C., wo er 1963 den akademischen Grad des Juris Doctor erwarb. Nach seinem Studium war er zunächst im Rechnungs- und Bankwesen von Illinois tätig, unter anderem von 1978 bis 1990 als vom Staat Illinois eingesetzter Comptroller (Auditor). 1984 bewarb er sich erfolglos um die Nominierung seiner Partei für die Wahlen zum US-Senat. Von 1991 bis 1995 war er als Nachfolger von Neil Hartigan Attorney General von Illinois. In den Jahren 1994, 1998 und 2002 strebte er jeweils ohne Erfolg die Nominierung als demokratischer Kandidat für das Gouverneursamt an.
Am 31. Dezember 2008 wurde Burris von Rod Blagojevich, dem Gouverneur von Illinois, zum Nachfolger von Barack Obama ernannt, der zum US-Präsidenten gewählt worden war. Im Januar 2009 trat er sein Amt an, wobei seine Ernennung durch den wenig später wegen Korruption seines Amtes enthobenen und dann auch zu einer Gefängnisstrafe verurteilten Blagojevich umstritten war. Bei den Senatswahlen 2010 kandidierte Burris nicht erneut, und der Republikaner Mark Kirk wurde zu seinem Nachfolger gewählt. Am 29. November 2010 schied Burris aus dem Kongress aus.